# Culto cargo

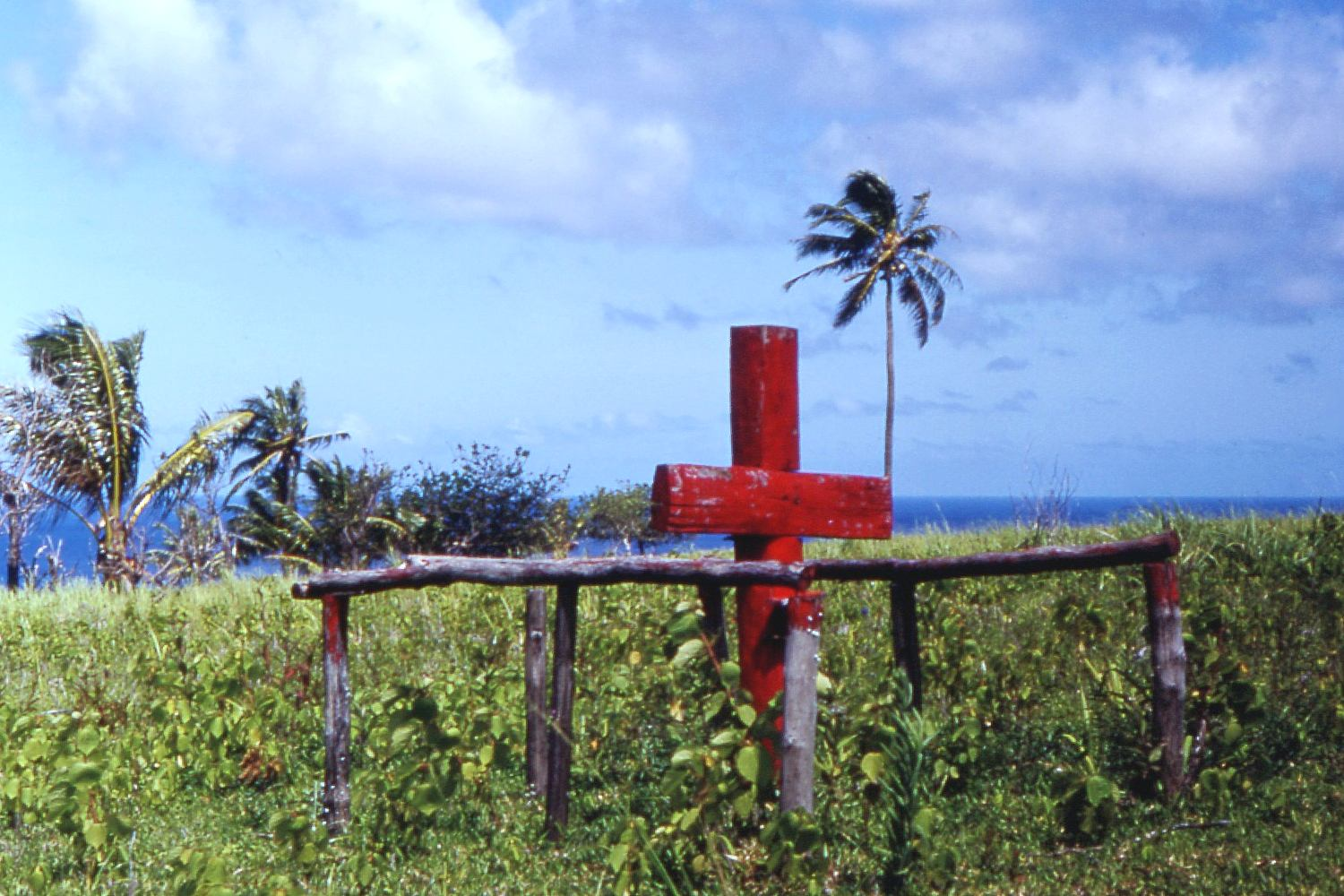
Cruz ceremonial del culto del cargo John Frum

Con el nombre de cultos del cargo o cultos del cargamento (muchos autores conservan la construcción inglesa cargo cult y emplean el término cultos cargo) se designan diversas prácticas y ritos no convencionales que surgieron en varias tribus de Australia y Melanesia —especialmente en Nueva Guinea— a raíz de su contacto con la civilización occidental. En el origen de los cultos cargo se halla la creencia de que las manufacturas occidentales —el cargamento o cargo— que llegaba por diversas vías a las islas procedía, en último término, de espíritus divinos, y estaban destinadas por ellos al beneficio de los nativos. El control de estos bienes, de acuerdo con la creencia, habría quedado en manos de los blancos, que se habían servido para ello de métodos no legítimos.
Las culturas isleñas aisladas y preindustriales, que carecían de tecnología, recibieron presencia militar y suministros que llegaban en grandes cantidades, a menudo del cielo por lanzamiento aéreo. Los soldados comerciaron con los isleños y al final de la guerra partieron y dieron paso a los cultos a la carga. Los isleños intentaban imitar los comportamientos de los soldados, pensando que esto haría que los soldados y su carga regresaran. Imitaban las actividades cotidianas y los estilos de vestimenta de los soldados, como realizar ejercicios en el patio de armas con rifles de madera o recuperados. 
El cargo es entendido como una recompensa que los ancestros o las divinidades a las que se venera en las islas tienen destinada a quienes participan en una serie de cultos. Uno de los rasgos principales de los cultos cargo es la esperanza de que los ancestros vendrán alguna vez a entregar a la comunidad de creyentes bienes de mucho más valor. En algunas islas, como Tanna (Vanuatu), los miembros del culto cargo local creen que los estadounidenses son los portadores del cargo.